# Emilio Córdova

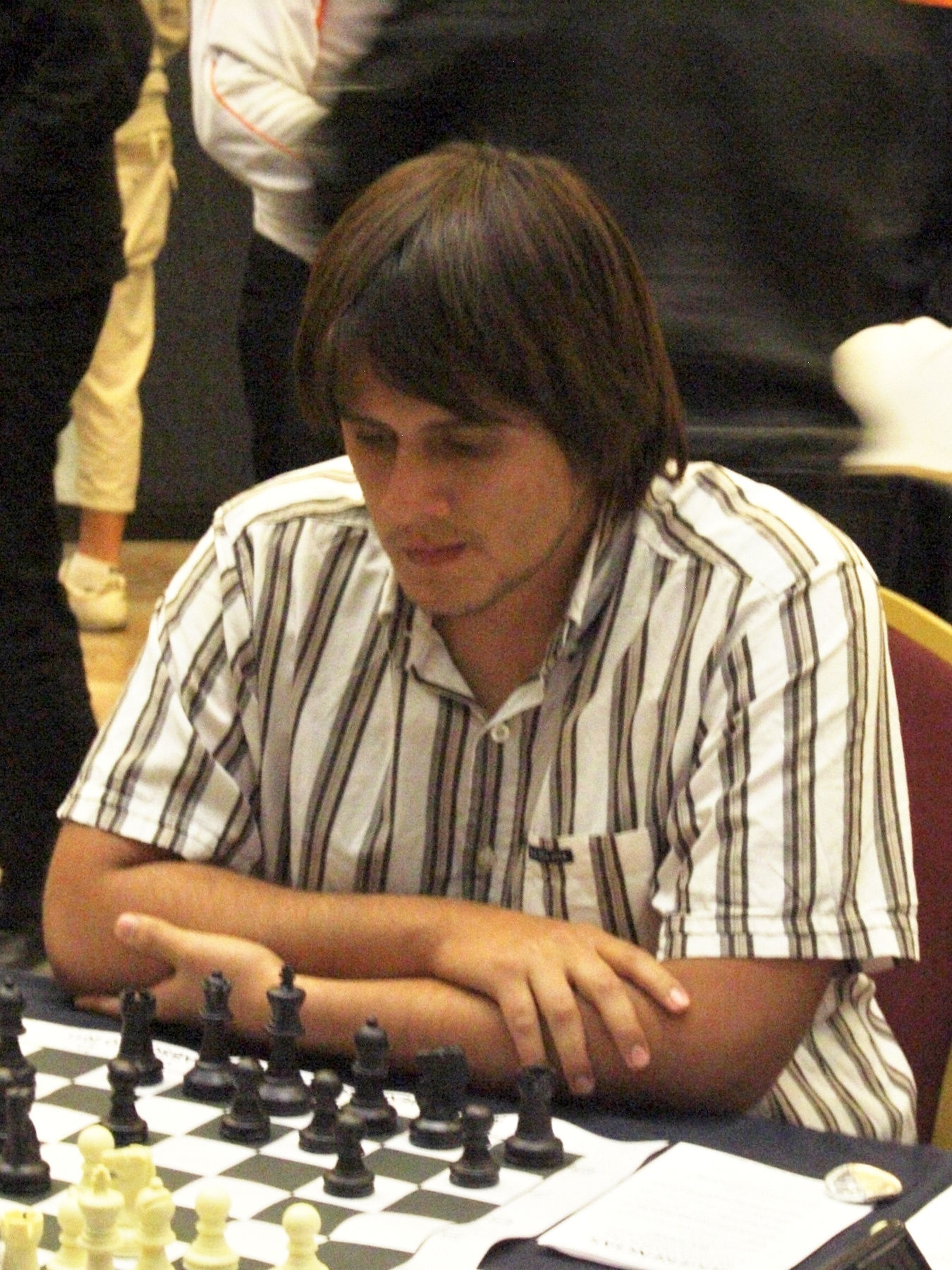
Emilio Córdova, Toluca 2011

Emilio Córdova (Lima, 8 juli 1991) is een Peruviaanse schaker. Hij is sinds 2008 grootmeester (GM). In 2005 was hij kampioen van Peru. In december 2016 was zijn FIDE-rating 2660, waarmee hij in Peru de hoogste rating had.  
Zijn trainer is Yuri Castañeda.   
- In 2002 werd hij in Villa Giardino, provincie Córdoba (Argentinië) Pan-Amerikaans jeugdkampioen in de categorie tot 12 jaar.
- In 2004 werd hij in Bogotá (Colombia) Pan-Amerikaans jeugdkampioen in de categorie tot 14 jaar.
- In 2005 werd hij kampioen van Peru.
- Op 19 en 20 september 2005 speelde hij een tweekamp tegen de grootmeester Julio Granda Zuniga die hij met ½ - 3½ verloor.
- In januari 2008 won hij het 2e Jose Marca Castañeda Memorial open toernooi in Lima met 8½ pt. uit 9 en 1½ punt voorsprong op nummer 2.
- In juli 2008 won hij het internationale toernooi in Alajuela, Costa Rica, met 8 pt. uit 9.
- In december 2008 won hij het 1e Felix Galvany Olivares Memorial in Matanzas, Cuba.
- In 2016 won hij in San Salvador het Pan-Amerikaans kampioenschap.[1]
- Córdova kwalificeerde zich voor de Wereldbeker schaken 2017, waar hij in ronde 1 werd uitgeschakeld door Richárd Rapport.
- In augustus 2021 werd Córdova met 6 pt. uit 9 (+3 =6 –0) ongedeeld tweede op het invitatietoernooi van Charlotte Chess Center, gehouden in Charlotte, North Carolina.[2]
- In november 2022 werd Córdova met 7 pt. uit 9 gedeeld eerste op het US Masters toernooi.[3]

## Titels
Reeds op negenjarige leeftijd werd hij in 2001 FIDE Meester (FM). 
In augustus 2005 werd hij Internationaal Meester (IM). De hiervoor benodigde normen behaalde hij in mei 2005 op het jubileumstoernooi I Magistral Huila 100 Years in Neiva, (Colombia), in juli 2005 bij het World Open 2005 in Philadelphia en in augustus 2005 bij het Pan-Amerikaans kampioenschap in Buenos Aires.
Sinds november 2008 is hij grootmeester (GM). Zijn eerste GM-norm behaalde hij bij het Entel-toernooi in maart 2006 in Santiago de Chile, zijn tweede GM-norm behaalde hij in mei 2006 bij het 107e US Open in Oak Brook, Illinois, zijn derde GM-norm in december 2007 op het Carlos Torre Repetto-Memorial in Mérida (Mexico).

## Nationaal team
Córdova nam met het nationale team van Peru deel aan zeven Schaakolympiades, in 2004 (4e bord), 2006 (2e bord), 2010 (2e bord), 2014 (2e bord), 2016 (1e bord), 2018 (1e bord) en 2022 (1e bord). In totaal behaalde hij 42 punten uit 74 partijen (+29 =26 −19).

## Externe koppelingen
- (en)   Informatie over schaakpartijen van Emilio Córdova op ChessGames.com
- (en)   Informatie over schaakpartijen van Emilio Córdova op 365chess.com
- (en)  FIDE-ratinggegevens voor Emilio Córdova